# Prugasti tvor
Prugasti tvor (Ictonyx striatus) član je potporodice Mustelinae svrstanu unutar porodice kuna (Mustelidae) koji izgledom nalikuje tvoru. Pronalazi ga se u savanama i otvorenim područjima južne i zapadne Afrike.
Noćna je životinja te posjeduje nekoliko sposobnosti u obrani protiv grabežljivaca - otpušta tekućinu neugodnog mirisa iz analnih žlijezdi, sposoban je praviti se mrtav te penjati se na drveće. Krzno je većim dijelom crno s četiri istaknute bijele pruge koje se pružaju od glave duž leđa i repa. Duljina tijela u pravilu iznosi 60 centimetara, ne uključujući rep od 20 centimetara. Može doživjeti 13 godina.
Samotna je životinja, podnoseći kontakt s ostalim pripadnicima svoje vrste samo tijekom parenja. Mladunčad na svijet dolazi između rujna i prosinca, s jednim do troje mladunaca po okotu.

## Drugi projekti
|  | Wikivrste imaju podatke o taksonu prugastom tvoru |